# Johann Grimm
Johann Grimm, magyarosan Grimm János (Joachimsthal, 1805. június 24. – Bras, 1874. június 26.) német bányamérnök, császári és királyi főbányatanácsos és bányászakadémiai igazgató.

## Élete
Apja Wenzel Grimm császári és királyi bányagondnok volt. Grimm a gimnáziumot Komotauban végezvén, mint önkéntes bányásziskolai növendék munkába állott Joachimsthalban és itt négy évig a bányamunka minden nemében gyakorlatilag részt vett. 1824-ben a selmecbányai bányászati akadémiára ment, melynek elvégzése után a příbrami főbányahivatalhoz osztatott be. 1830-ban bányagyakornoknak felesküdött; 1832-ben mint bányamérnöksegéd Erdélybe küldetett, 1834-ben ugyanott kerületi bányamérnökké neveztetett ki. 1838-ban A. L. Lobkowitz herceget kísérte utazásaiban, azután mint igazgató tért vissza Nagyágra, s kiadta bányamíveléstanját. 1840-ben Bécsbe hivatott, 1841-ben bányatanácsosnak neveztetett ki és főbánya- és kohóhivatali főnökül Příbramba helyeztetett át. 1850-ben a příbrami bányászati akadémia igazgatója lett.

## Nevezetesebb munkái
- Praktische Anleitung zur Bergbaukunde für den siebenbürger Bergbau, insbesondere für die Zöglinge der Nagyáger Bergschule. (Wien, 1839., Térképpel és 13 rézm. táblával.)
- Einige Bemerkungen über die geognostischen und bergbaulichen Verhältnisse von Vöröspatak in Siebenbürgen. (Wien, 1852.)
- Grundzüge der Geognosie für Bergmänner. (Prag. 1856.)
- Der kleingewerkschafliche Goldbergbau in Siebenbürgen (1858)
- Zur Kenntniss der geognostischen und bergbaulichen Verhältnisse des Bergwerkes Nagyág in Siebenbürgen. (Wien, 1859.)
- Über das Vorkommen von Gold in dem Biharer Gebirge (1863)
- Über Gangablenkungen zum Unterschiede von Gangverwerfungen (1866)
- Die Erzniederlage und der Bergbau von Offenbánya in Siebenbürgen (1868)
- Zur Kentniss des Ervorkommens bei Rodna in Siebenbürgen (1868)
- Vélemény a nagybányai és kolozsvári bányakerületben fekvő kincstári bányaművek állapota, műveltetése vagy felhagyása iránt m. kir. pénzügyminiszter Kerkapoly Károly... 1872. okt. (Budapest, 1873., Faller Gusztávval együtt.)